# Jindřich Procházka (pedagog)
Jindřich Procházka (15. července 1880, Moravské Budějovice – ?) byl český pedagog.

## Biografie
Jindřich Procházka se narodil v roce 1880 v Moravských Budějovicích, jeho otcem byl švec Karel Procházka a matkou byla Karolina Procházková. Vystudoval gymnázium v Třebíči nebo gymnázium v Chrudimi, následně pokračoval na Českou vysokou školu technickou v Praze, kde studoval mezi lety 1899 až 1901, posléze pokračoval mezi lety 1901 a 1903 na Univerzitě Karlově. Během studií strávil dva semestry na univerzitě ve Vídni. V roce 1904 si rozšířil vzdělání o učitelskou aprobaci k výuce fyziky a matematiky. V roce 1907 pak nastoupil do pozice učitele na Gymnázium v Třebíči, tam pak působil až do roku 1922. Roku 1909 získal titul doktora technických věd na ČSVT v Brně. Od roku 1922 do roku 1939 učil na I. reálném gymnáziu v Brně, roku 1939 odešel do penze.
Věnoval se primárně fyzice, publikoval několik prací o radioaktivitě, kosmickém záření nebo elektronice.